# Ужичка Црна Гора
Ужичка Црна Гора је планински регион у западној Србији. Некада је заједно са облашћу Рујно (данашњи Златибор) сачињавао ужички округ.

## Границе области
Границе области није лако утврдити због бурних историјских дешавања и честих административних промена, али је Љубомир Павловић покушао да их утврди 1925, па се његова подела прихвата као најпогоднија. На југу се Ужичка Црна гора граничи са реком Ђетињом, од Пожеге се протеже Западном Моравом до Овчарско-кабларске клисуре, затим обухвата села испод Каблара, развођем Каменице и Чeмeрнице. Затим се граница пење на Маљен, па се креће на запад ка Повлену и на извору Скрапежа скреће на југ ка Варди, и даље до Кадињаче. Даље се креће јужним ободима Поникава и обухвативши Кремна долази до Шаргана.

## Природне одлике
Ужичка Црна гора је брдскопланинско подручје, а средња висина је 800 м. Највиша тачка је 1476 м (врх Мали Повлен), а најнижа у долини Западне Мораве, испод 300 м. Ово подручје је обрасло густим растињем и густим листопадним и које прекривају највећи део области (посебно на Јеловој гори, Повлену, Црнокоси, Каблару) и четинарским шумама којих је раније било много више, а данас прекривају обронке Маљена. Најлепше ливаде простиру се долином Лужнице.
Ужичка Црна гора је богата водама. Таорска врела су једна од најлепших међу осталим бројним врелима ове области (Биоштанско, Врујци, Рочњак, Полочиница, Врановина, Асановац), а избијају изнад корита Срапежа. Скрапеж је и најважнија река, а у њега се уливају Кладоруба, Полошница, Тмуша, Реновица. Гранична река ове области, Ђетиња, тече креманском котлином и настала је од Трговиштице и Карачице. Ако је Ђетиња гранична река наше области, Скрапеж је њена „осовина“, јер пресеца подручје по дијагонали, делећи га на два готово једнака дела.  Река Каменица извире на Дивчибарама. Биоштанска и Кабларска терма су једине терме ове области и обе су сумпорњаче.

## Топоним Црна гора
Уобичајено су се у средњем веку непроходне области називале Црна гора. На крају „Четворојеванђеља”, које је јеромонах Мардарије штампао 1562. у Мркшиној цркви остављен је запис: „Заврши се ова света и божанствена књига при храму Светог Вазнесења, а то је Мркшина црква у Црној Гори, године 1562, месеца јуна. Ја сам родом од реке која се зове Дрина“. У турским изворима 17. века област Овчарско-кабларске клисуре се назива Карадаг („Црна гора”), а отуда су у употреби и називи карадшка села и карадашки манастири. Касније ову област насељава црногорско становништво, али назив Црна гора није донесен већ је постојао и пре њиховог досељавања.

## Прошлост области
У овој области налазе се остаци древних култура – илирске (хумке и остаци утврђења на Дрмановини, у Сечој Реци и Парамуну, складишта грчког оружја и шлемови у Ражани, споменик Јупитеру Партинском) и римске (остаци високе некрополе у Тубићима и објеката и утврђења у Сечој Реци и Субјелу. Први писани документи везани за ово подручје потичу из доба Немањића, где се помиње жупа Црна Гора. Наследници цара Душана нису успели да одрже српску средњовековну државу, а властела је распарчала земљу и предала је. Ужички крај је тада постао посед Николе Алтомановића. Године 1373. Алтомановић је утамничен у своме Ужицу, где су му ископане очи. Под турском влашћу, Србија добија нове административно-територијалне јединице — вилајете и ниже целине, санџаке (који се даље деле на кадилуке и нахије). Ужичка Црна гора тада улази у састав Смедеревског санџака. Дефтери о катастарским пописима бележе већину села данашње косјерићке општине: Маковиште, Мионица, Парамун, Сеча Река, Скакавци, Субјел, Бјелопарице, Годечево, Дубница, Радановци, Годљево, Дреновци, Руда Буква. На овом простору, у Мркшиној цркви, срушеној половином 16. века, налазила се једна од првих штампарија за штампање црквених књига на Балкану. Јеромонах Мардарије у Мркшиној цркви штампа 1562. год. „Четворојеванђеље”, а 1566. „Цветни триод”. Године 1815. године, Обреновићева Србија добија нове административне области, а ово подручје је припало Ужичкој нахији. Кнежина Црна Гора обухвата „сва насеља данашње општине Косјерић, већи део насеља данашње општине Пожега и добар део насеља данашње општине Титово Ужице”. Нахије од 1834. постају окружја, а кнежине капетаније. Ужичкој капетанији се придружује тада и Пожега. По ослобођењу, постојала су два црногорска среза: руднички и ужички. Након Првог светског рата ова област постаје део Дринске бановине. После Другог светског рата уводе се нове административне целине – народни одбори, окрузи и општине. Данашња села црногорског среза припадају различитим општинама: ужичкој, пожешкој, косјерићкој, ваљевској.

## Порекло становништва
Динарска миграциона струја преплавила је током ХVII, ХVIII и XIX века и Ужичку Црну гору. Љубомир Павловић је тврдио да су овде све досељеници – старинаца готово да и нема (због турског зулума и опаких епидемија). Херцеговина и Црна Гора су примарна миграциона изворишта досељеника у Ужичкој Црној гори.

## Говор Ужичке Црне горе
Ово говорно подручје припада (и)јекавским говорима источнохерцеговачког типа у западној Србији. Његове основне особине су новоштокавска физиономија и релативно стабилан (и)јекавизам. Разуђено је гворно подручје, испресецано изоглосама на свим нивоима језичке структуре. Основни правац пружања изоглоса је југозапад-североисток, тј. линијом Ужице-Косјерић-Маљен.

## Насеља
Нека од насеља ове области су: Ужице, Пожега, Косјерић (градови), Маковиште, Мионица, Парамун, Сеча Река, Скакавци, Субјел, Годечево, Дубница, Радановци, Годљево, Дреновци, Руда Буква
- Повлен
- Ужице
- Пожега